# Provincia de Matanzas

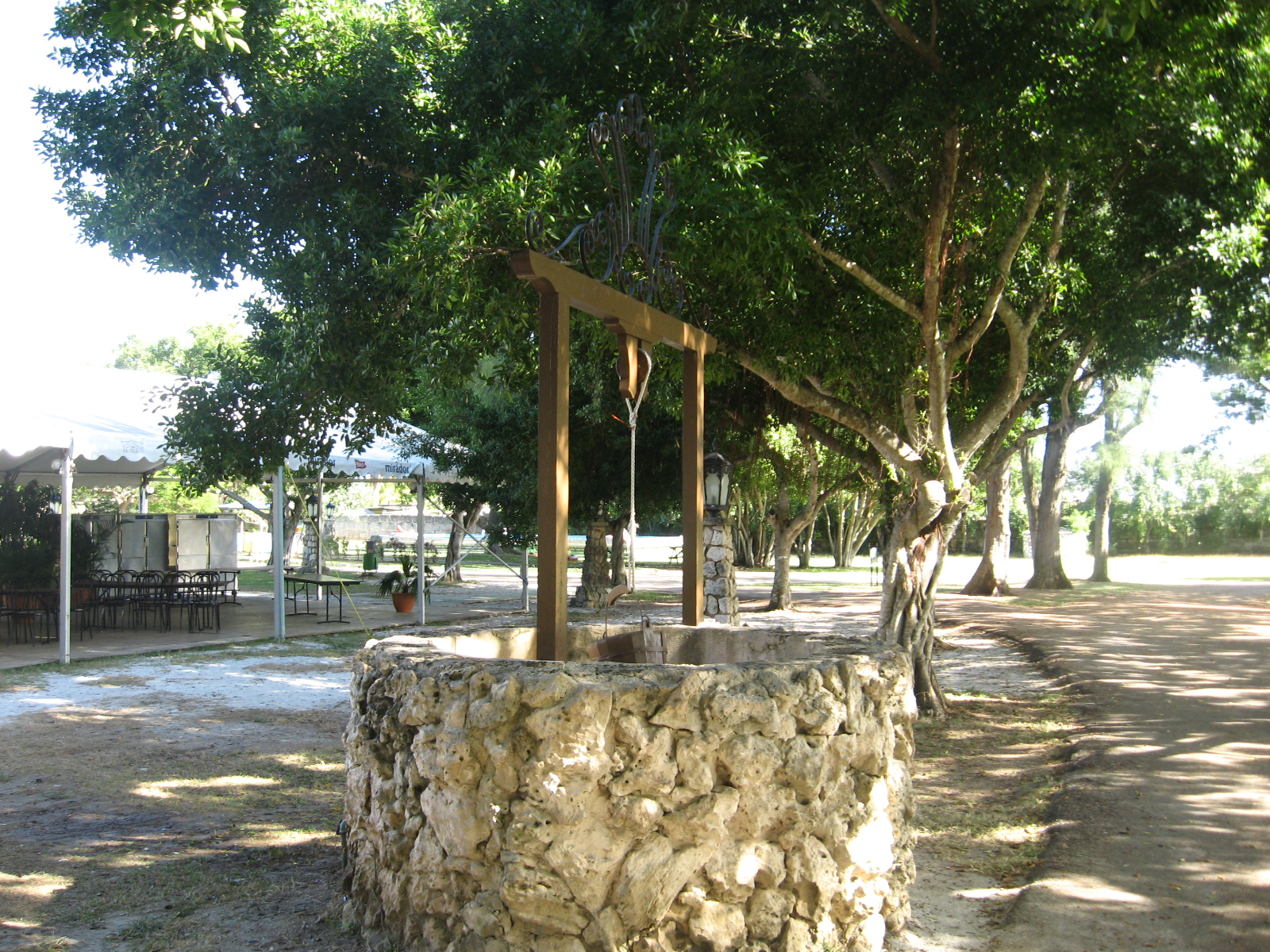
Un parque típico.

La provincia de Matanzas es una provincia del occidente de Cuba que limita al oeste con provincia de Mayabeque, al este con las provincias de Villa Clara y Cienfuegos, al norte con el estrecho de La Florida y al sur con el mar Caribe. Su capital es la ciudad de Matanzas y cuenta con el destino turístico costero de Varadero.

## Historia
Cristóbal Colón, en su segundo viaje, en 1494, observó la costa sureña de Matanzas, sin embargo el verdadero contacto inicial de los españoles tiene lugar en 1508, cuando Sebastián de Ocampo realiza el bojeo de la Isla.
El primer hecho significativo de su historia, y por lo cual lleva su nombre, sucede en 1510, cuando un grupo de aborígenes dio muerte a un grupo de españoles. El hecho adquiere singular relevancia porque aún no se había iniciado la conquista de Cuba y esta temprana acción rebelde adquiere el mérito de la primacía a la par que, por su repercusión sangrienta, dio el nombre de Matanzas al paraje.
Bernal Díaz del Castillo en Historia Verdadera de la Conquista de la Nueva España, narra el origen del nombre de “Matanzas”:

...  Aquel nombre se le puso por esto que diré: Que antes que aquella isla de Cuba se conquistase, dio al través un navío en aquella costa, cerca del río y puerto que he dicho que se dice de Matanzas, venían en el navío sobre treinta personas españoles y dos mujeres, y para pasarlos de la otra parte del río, porque es muy grande y caudaloso, vinieron muchos indios de la Habana y de otros pueblos con intención de matarlos; y de que no se atrevieron a darles guerra en tierra, con buenas palabras y halagos les dijeron que los querían pasar en canoas y llevarlos a sus pueblos para darles de comer.  Ya que iban con ellos a medio río en las canoas, las trastornaron y mataron que no quedaron sino tres hombres y una mujer, que era hermosa, y la llevó un cacique de los que hicieron aquella traición; y los tres españoles repartieron entre sí.  Y a esta causa se puso aquel nombre puerto de Matanzas.  Yo conocí a la mujer, que después de ganada la isla de Cuba se quitó al cacique de poder de quien estaba, y la vi casada en la misma isla de Cuba, en una villa que se dice la Trinidad, con un vecino de ella que se decía Pedro Sánchez Farfán.  Y también conocí a los tres españoles, que se decía el uno Gonzalo Mejía y era hombre anciano, natural de Jerez, y el otro se llamaba Juan De Santiesteban, y era mancebo, natural de Madrigal, y el otro se decía Cascorro, hombre de la mar, natural de Moguer.... .
 Bernal Díaz del Castillo, Historia Verdadera de la Conquista de la Nueva España

Se dice que entre 1514 y 1518, el gobernador encomienda la creación de una zona habitable, al margen oriental de la bahía, donde se conformó el pueblo indio de Canímar.
La nueva ciudad fue fundada junto a la bahía y para ello fueron conducidas a la región 30 familias canarias. Entre las familias fundadoras se encuentran las familias de:
- Esteban Torres
- Salvador Pérez de Ramellón
- Juan Riveros
- Ángel Pérez
- Sargento Simón González
- Domingo Alfonso
- Domingo Rodríguez
- Diego García Oramas
- Alférez Juan González Vello
- Diego González Vello
- Mathías Laguna
- Andrés Barroso
- Miguel Alfonso
- Juan Domínguez
- Melchor de Melo
- Baltazar González
- Blasina de Goyas
- Jacinto González
- Francisco Martín
- Simón Díaz
- Pedro Báez
- Salvador Álvarez
- Gaspar de los Reyes
- y otros.[3]

Importante resultó también la construcción del Castillo de San Severino que protegería a la población de los ataques al mismo tiempo que daría empleo a los pobladores. En 1695 comenzó a funcionar el cabildo. Se destacan puntos poblados como Yumurí, Corral Nuevo, San Agustín, Las Cidras, Limones, entre otros.
De esta forma y con el aumento del comercio en la región surge Matanzas, quien con el tiempo se convertiría en uno de los puntales en el desarrollo del país.

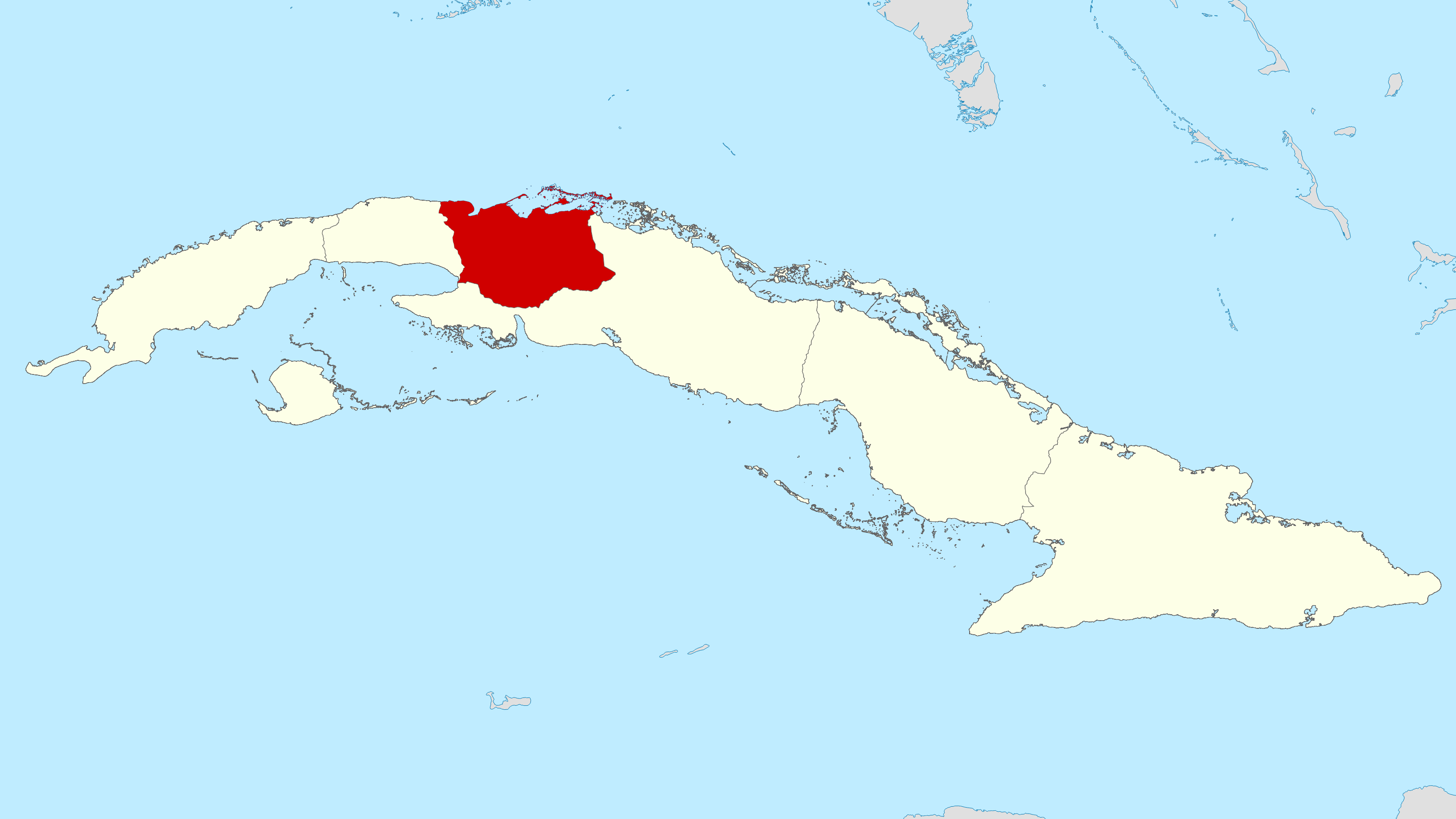
Provincia de Matanzas en 1878

## Población
La provincia de Matanzas cuenta con una población de 716 320 habitantes (estimado al año 2020), con una tasa de incremento entre 2002 y 2020 del 0.37%.
| Gráfica de evolución demográfica de Provincia de Matanzas entre 2002 y 2020 |
|                                                                             |
| 2020: Valor estimado                                                        |

## Municipios de la provincia
Esta es la lista de municipios de la provincia de Matanzas, previa a la División Político-Administrativa de 1976.
- Agramonte
- Alacranes
- Arcos de Canasí
- Bolondrón
- Cárdenas
- Carlos Rojas
- Colón
- Guamacaro
- Jagüey Grande
- Jovellanos
- Juan Gualberto Gómez
- Los Arabos
- Manguito
- Martí
- Matanzas
- Máximo Gómez
- Pedro Betancourt
- Perico
- San Antonio de Cabezas
- Santa Ana
- Unión de Reyes

La actual división (2011) de municipios pertenecientes a la provincia aparece a continuación. El municipio Varadero creado en 1976 fue abolido en 2010 e integrado nuevamente al municipio Cárdenas:
| Municipio                                                                               | población | Superficie | Capital          | Coordenadas                                 |
| --------------------------------------------------------------------------------------- | --------- | ---------- | ---------------- | ------------------------------------------- |
| Calimete                                                                                | 29.736    | 958        | Calimete         | 22°32′2″N 80°54′35″O / 22.53389, -80.90972  |
| Cárdenas                                                                                | 103.087   | 566        | Cárdenas         | 23°02′34″N 81°12′13″O / 23.04278, -81.20361 |
| Ciénaga de Zapata                                                                       | 8.750     | 4.320      | Playa Larga      | 22°17′17″N 81°11′51″O / 22.28806, -81.19750 |
| Colón                                                                                   | 71.579    | 597        | Colón            | 22°43′21″N 80°54′23″O / 22.72250, -80.90639 |
| Jagüey Grande                                                                           | 57.771    | 882        | Jagüey Grande    | 22°31′46″N 81°07′57″O / 22.52944, -81.13250 |
| Jovellanos                                                                              | 58.685    | 505        | Jovellanos       | 22°48′38″N 81°11′52″O / 22.81056, -81.19778 |
| Limonar                                                                                 | 25.421    | 449        | Limonar          | 22°57′22″N 81°24′31″O / 22.95611, -81.40861 |
| Los Arabos                                                                              | 25.702    | 762        | Los Arabos       | 22°44′24″N 80°42′57″O / 22.74000, -80.71583 |
| Martí                                                                                   | 23.475    | 1.070      | Martí            | 22°57′9″N 80°55′0″O / 22.95250, -80.91667   |
| Matanzas (Capital de la provincia)                                                      | 143.706   | 317        | Matanzas         | 23°03′5″N 81°34′30″O / 23.05139, -81.57500  |
| Pedro Betancourt                                                                        | 32.218    | 388        | Pedro Betancourt | 22°43′50″N 81°17′27″O / 22.73056, -81.29083 |
| Perico                                                                                  | 31.147    | 278        | Perico           | 22°46′31″N 81°00′54″O / 22.77528, -81.01500 |
| Unión de Reyes                                                                          | 40.022    | 856        | Unión de Reyes   | 22°48′2″N 81°32′13″O / 22.80056, -81.53694  |
| Fuente: Población del censo de 2004. Superficie de la redistribución Municipal de 1976. |           |            |                  |                                             |

## Economía

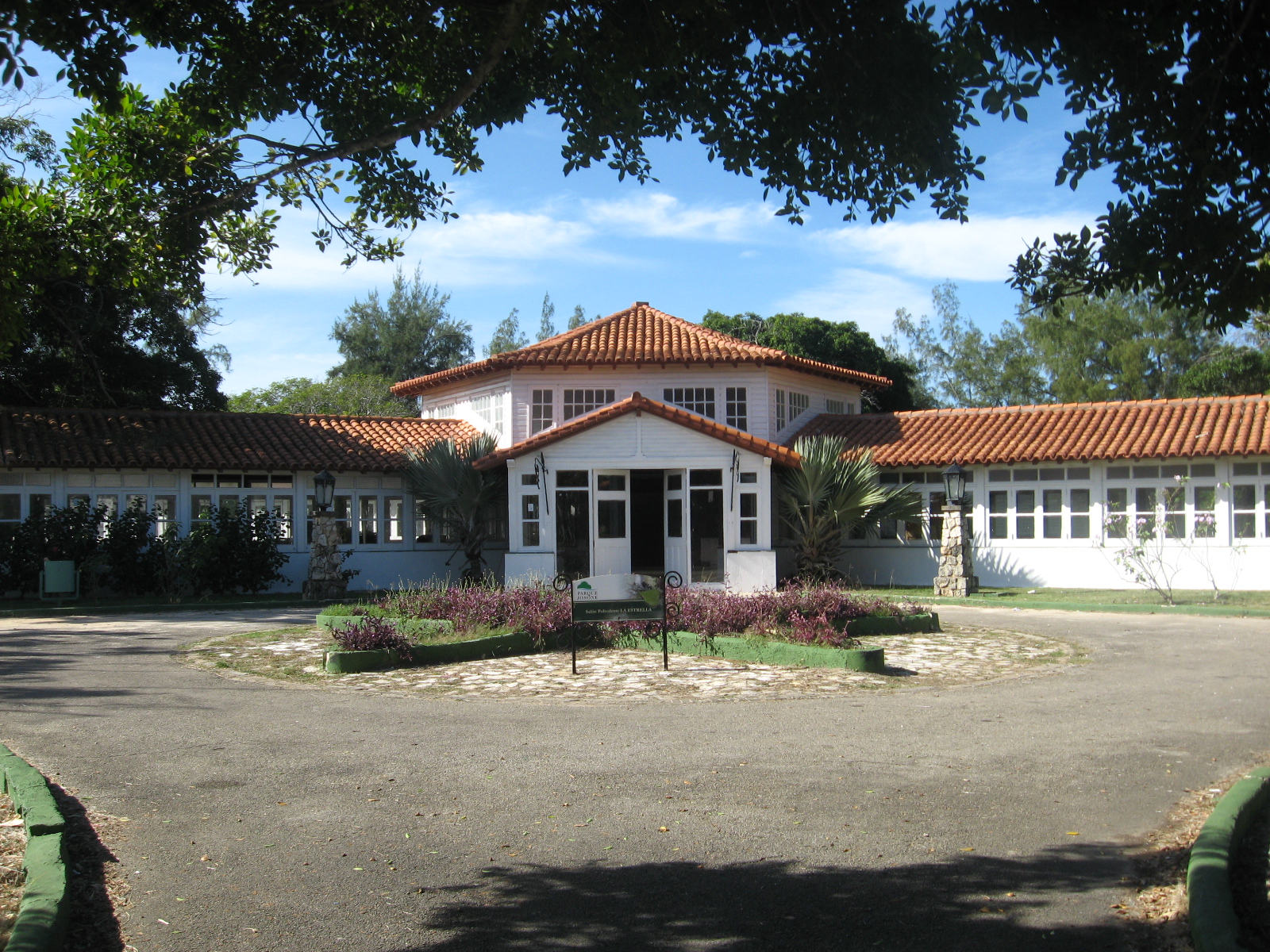
Matanzas.

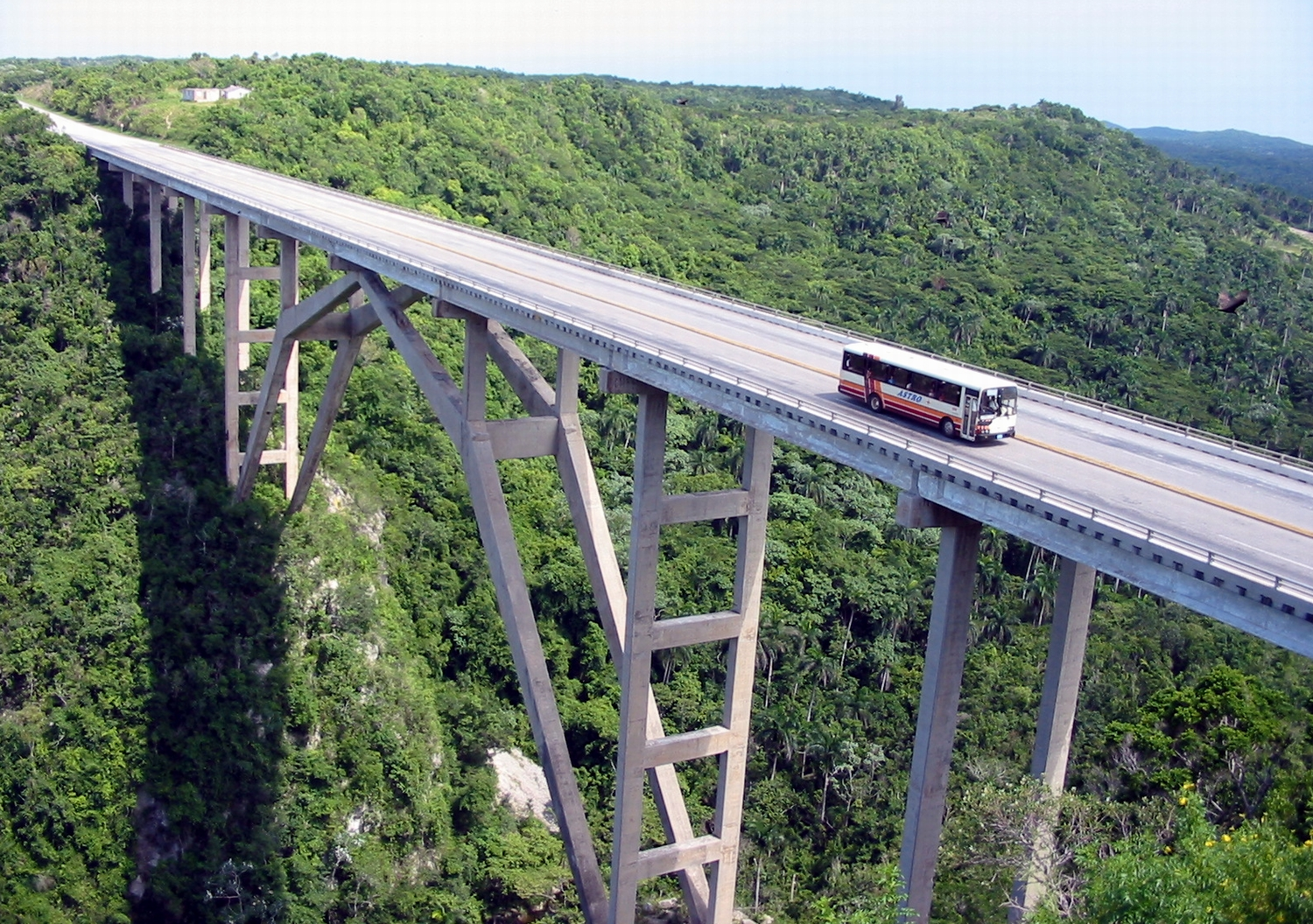
Límite Matanzas-Mayabeque, Puente de Bacunayagua.

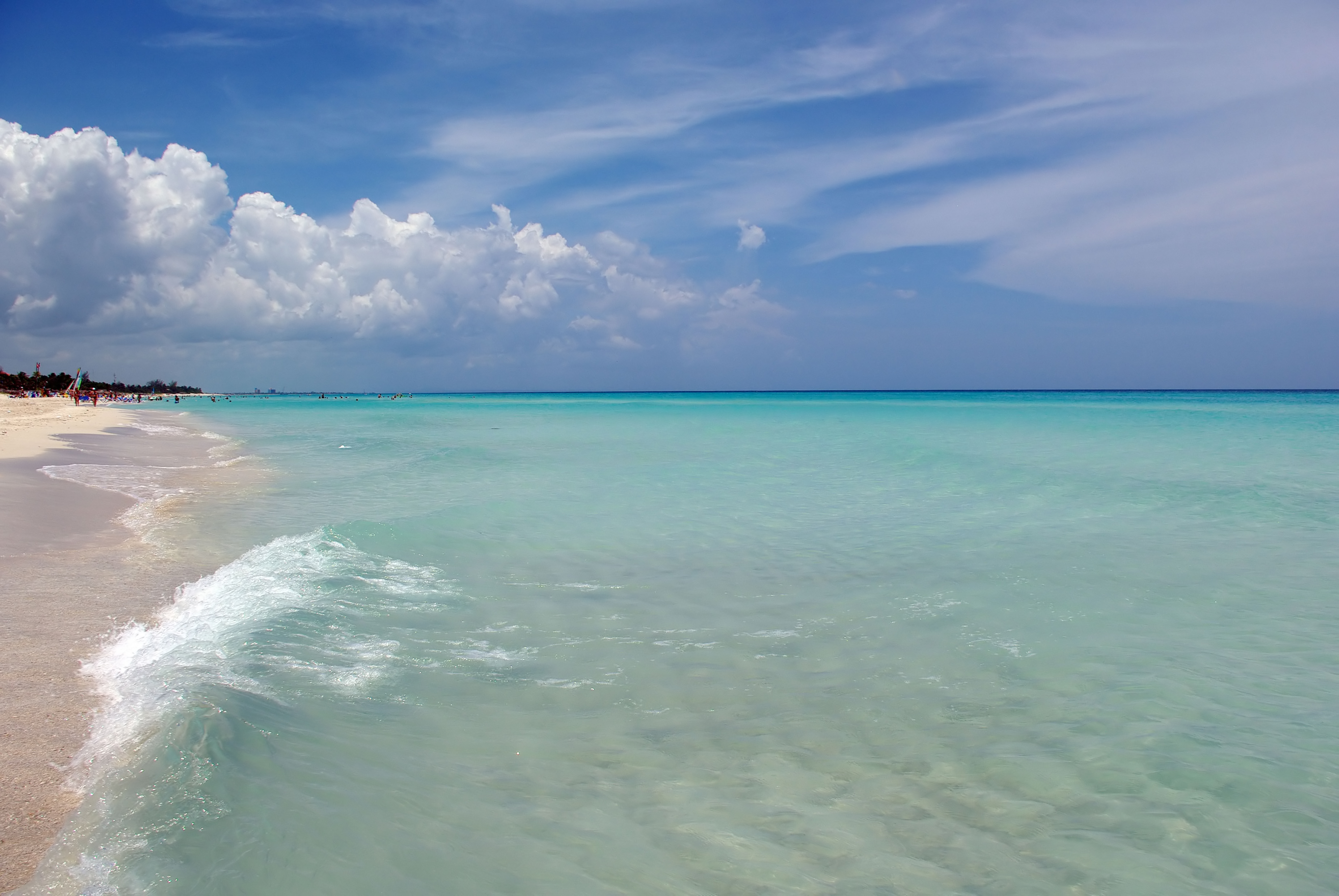
Varadero, el principal polo turístico de la provincia.

La provincia de Matanzas es una de las provincias con mayor potencial económico y productivo de Cuba. Los sectores económicos fundamentales son la Industria, el Turismo, el sector Agropecuario, la Construcción, el Transporte y las Comunicaciones.
En la actividad industrial se destacan por su importancia la extracción gasopetrolera, la industria eléctrica, la industria química y la ligera. 
En la zona de la costa norte, área que comprende las bahías de Cárdenas y Matanzas se localizan los yacimientos petroleros más importantes de Cuba hasta el presente, de los cuales se extrae más del 60% del crudo nacional. Gran cantidad de firmas europeas y canadienses han establecido contratos para perforar y explotar pozos en esos yacimientos. Además para la explotación eficiente del gas acompañante entre Cárdenas y Varadero fue construida la Planta Energás, la cual aporta unos 170 megawatts al sistema eléctrico nacional. La Empresa de Petróleo de Matanzas opera en la Base de Supertanqueros de la bahía yumurina, la cual es la única en el país, y a través de la misma se procesa todo el crudo local y la mayor parte del combustible que importa el país.
Por su parte, la industria ligera ocupa gran espacio en el desarrollo del país, en ello sobresale la textilera Bellotex, entregando anualmente más de 15 millones de metros cuadrados de tela para tapar tabaco, y la fábrica Jovel en el municipio de Jovellanos que produce jabones, detergentes y otros artículos similares.
Un eslabón fundamental en la economía del país lo desempeña la industria básica, pues la termoeléctrica Antonio Guiteras es considerada la más eficiente del país.
La Empresa Citrícola "Victoria de Girón", de Jagüey Grande cuenta con la mayor superficie de cítricos del país, que produjeron hasta el cierre de junio de 2001, 323,5 miles de toneladas métricas. En esa región se encuentra el Combinado de Cítricos "Playa Girón", uno de los dos mayores del país que produce jugos de frutas pasteurizados y en conserva. 
El mayor aporte de la provincia a la economía es el turismo, principalmente en Varadero y la Ciénaga de Zapata, el mayor y mejor conservado humedal del Caribe insular. El aporte de esta rama a la economía se encuentra entre el 30 y el 40% de los ingresos en moneda libremente convertible. El complejo turístico de Varadero cuenta con alrededor de 11.956 habitaciones turísticas y 23.891 plazas físicas y la actividad turística en lo que va de año (2006) aportó 264,5 millones de USD con la presencia de 2.986.171 turistas, de ellos el 95,6% procedentes del extranjero.
El Transporte y las Comunicaciones son dos de los renglones más acelerados del país. El puerto de Matanzas, además de ser el principal puerto petrolero del país y uno de los más importantes del Caribe insular, es también uno de los mayores puertos exportadores de azúcar y mieles finales. Constituye uno de los puertos mayores, más diversificados y mejor equipados tecnológicamente. Otro elemento que sitúa a la provincia en una de las más destacadas del país en el sector del transporte es el aeropuerto internacional Juan Gualberto Gómez, ubicado entre Matanzas y Varadero, siendo el segundo del país por su tráfico total e internacional y se ubica estratégicamente dentro del área del corredor internacional Girón.

## Cultura
Desde su fundación cerca del siglo XIV Matanzas se ha considerado uno de los lugares más relevantes en la cultura en el país. Desde muy temprana edad la zona fue bautizada con el seudónimo de "Atenas de Cuba", gracias a los relevantes acontecimientos culturales que daban lugar en la región.

## Deportes
La provincia de Matanzas durante el período de consolidación del deporte en Cuba, es decir a partir de 1959, ha sido uno de los puntales en el deporte nacional, el béisbol. Durante las primeras series nacionales en las que se disputaba el campeonato nacional, ganaron dicho torneo en 5 ocasiones, con el equipo Citricultores. Posteriormente debido a una nueva distribución, pasaron a conocerse como Henequeneros, los cuales al igual que sus anteriores disfrutaron el máximo reconocimiento, al ganar en 3 ocasiones el título de la pelota cubana. Como ocurrió con los primeros, debido a una nueva distribución, toman el nombre que hasta hoy llevan en sus trajes, el de cocodrilos de Matanzas. Ya en esta ocasión no sucedería al igual que con sus ancestros, los Citricultores y Henequeneros, pues los nuevos peloteros han alcanzado el lugar más alto en el podio solo en una ocasión.
Pero no es solo en este deporte en los que ha brillado las más norteña de las provincias, sino que en el deporte de las alturas, el salto de altura, dio a la figura más relevante de todos los tiempos en este deporte -y quien es actualmente el recordista del mundo, con una marca de 2,45 m-, Javier Sotomayor. Este atleta de singular carácter rompió 3 veces la marca en distintos eventos. Su primera ocasión fue al destronar a Carlo Tränhardt, en Salamanca, el 8 de septiembre de 1988. Un año más tarde el mismo Javier volvería a romper su marca al grabar 2,44 m, en San Juan, Puerto Rico. Y ya finalmente, 4 años después, culminaría su lista de récords al alcanzar la ya inigualable cifra de 2.45m, en el mismo lugar donde se nombró rey de esta disciplina, en Salamanca, en 27 de julio de 1993. Pero sus títulos no solo se basan en récords, sino que el atleta además alcanzó lo más alto del podio olímpico, en los Juegos Olímpicos de Barcelona 1992. Su última presentación en una cita del orbe fue en Sídney 2000, donde obtuvo el 4 lugar.